# Il teatrino di Jean Renoir
Il teatrino di Jean Renoir (Le Petit Théâtre de Jean Renoir) è un film del 1970 diretto da Jean Renoir.
È l'ultimo film girato da Jean Renoir.
Il film è costituito da 4 episodi trasmessi in televisione nel 1970; fu proiettato nelle sale cinematografiche solamente a partire dal 1975.

## Trama
Jean Renoir stesso presenta ciascuno dei quattro episodi comparendo accanto a un teatro di marionette, il cui sipario si alza e si abbassa ad ogni episodio.

### Episodi

#### L'ultimo cenone
Un vecchio barbone, la notte di Natale, guarda attraverso i vetri di un lussuoso ristorante, lo spettacolo del cenone dei ricchi. Il direttore del locale, per allontanarlo e impedire che disturbi i clienti, gli offre un pacco di cibo e dello champagne. Egli va a raggiungere la sua compagna che lo aspetta sulla riva della Senna. Insieme mangiano, brindano, danzano e poi si addormentano sotto la neve che cade.

#### La lucidatrice
Una casalinga, Emilie, è ossessionata dalla pulizia del suo appartamento e tormenta i vari mariti con questa vera e propria mania: il primo, Gustave, muore scivolando sul pavimento troppo incerato e l'ultimo, Jules, in un accesso d'esasperazione,  getta la lucidatrice dalla finestra. Emilie si butta nel vuoto seguendo il destino dell'amato elettrodomestico.

#### Quand l'amour meurt
Jeanne Moreau semplicemente canta la canzone Quand l'amour meurt di O. Crémieux, celebre agli inizi del Novecento.

#### Il re d'Yvetot
Duvallier è un comandante in pensione amante del gioco delle bocce. Vive in piccolo paese della Provenza e ha una moglie giovane, Isabelle. Costei si annoia e un giorno che la cagnetta ha ingoiato un grosso osso conosce il dottor Feraud, il veterinario, un uomo piacente di cui si innamora. Il comandante scoprirà grazie alle chiacchiere delle malelingue che la moglie lo tradisce ma preferirà accettare il ménage à trois anziché perdere le persone che ama.
(Ritornello)
Lui è affascinante, lei è graziosa.
In una sera di gaia primavera
Ma un bel giorno, per niente, senza motivo,
L’amore appassisce con i fiori
Allora si resta là
Il cuore serrato, gli occhi pieni di lacrime.»
(Prima strofa)

## Produzione
L'idea del film nacque nel 1968, a Venezia, dove Jean Renoir si era recato per presenziare a una retrospettiva dedicatagli nel corso del festival del cinema di quell'anno, e dalla collaborazione di  Giulio Macchi  che si adoperò affinché si costituisse una coproduzione italo-francese che consentisse al regista di realizzare il film. Pierre Long negoziò con la televisione italiana e tedesca e convinse l'ORTF ad associarvisi.

### Riprese
Le riprese del film avvennero dal mese di giugno al mese di settembre 1969, a Versailles, a Saint-Rémy-de-Provence e nei dintorni di Aix-en-Provence.

## Critica
- Michel Delahaye:

(Michel Delahaye, Le Petit théâtre de Jean Renoir, in André Bazin, Jean Renoir, pp. 250-253.)
- Éric Rohmer:

(Éric Rohmer, Il teatrino di Jean Renoir, Cinéma 79, n.244, aprile 1979, contenuto in Il gusto della bellezza, p. 306.)

## Collegamenti con l'opera precedente del regista
L'ultimo cenone: un altro omaggio ad Andersen che si collega al film muto La piccola fiammiferaia, di un Renoir al suo debutto. (Michel Delahaye)
La lucidatrice: proviene da un progetto anteriore mai realizzato È la rivoluzione, dove la rivoluzione doveva essere rappresentata attraverso le situazioni più concrete e quotidiane. (Michel Delahaye)
Per la componente di critica sociale richiama film come La purga al pupo e La cagna. Può anche essere considerato un "punto d'incontro fra il musical francese alla Jacques Demy, il recital di Bertolt Brecht e il cinema di Jean Luc Godard". (De Vincenti).
La cantante: l'episodio fa riferimento alla “Belle Epoque”, un'epoca che Renoir ha molto amato: l'aveva rievocata con nostalgia ad esempio in French Cancan.
Renoir in persona introduce l'episodio con queste parole:«Vi invito ad assistere con me ad un'evocazione di quella che si suole chiamare Belle Epoque. Non sono un ingenuo e so benissimo che la Belle Epoque non era poi tanto bella. Aveva le sue ingiustizie, le sue crudeltà. Ma io la amo perché ci fornisce elementi emozionanti per allestire uno spettacolo».
La canzone era stata cantata da Marlene Dietrich nel film Marocco del 1930.
Il re d'Yvetot: il film ci riporta a Toni, a La scampagnata, a Picnic alla francese, a quei film che Renoir ha girato nello splendore della natura, all'aria aperta.
Le roi d'Yvetot è anche il titolo di una canzone scritta da Pierre Jean de Béranger nel 1813, molto popolare, che i tre protagonisti cantano insieme all'inizio della loro conoscenza.